# Coccophagus differens
Coccophagus differens är en stekelart som beskrevs av Yasnosh 1966. Coccophagus differens ingår i släktet Coccophagus och familjen växtlussteklar.
Artens utbredningsområde är:
- Turkiet.
- Moldavien.
- Ukraina.

Inga underarter finns listade i Catalogue of Life.